# Iset (esposa de Ramsés III)
| Q1 | t · H8 | t&A | F18 · d | G20 | s | r · ti | B7 |

| Q1 | t · H8 | t&A | F18 · d | G20 | s | r · ti | B7 |

Iset Ta-Hemdyert, Aset Ta Hemdyert o Isis Ta-Hemdyert, simplemente llamada Isis (Iset, en antiguo egipcio) en su tumba, fue una antigua reina egipcia de la dinastía XX, la gran esposa real de Ramsés III y la madre de Ramsés VI.

## Biografía

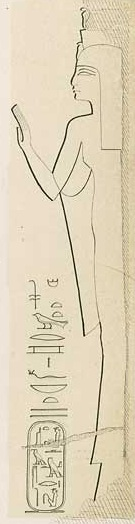
Iset-ta-Hemdyeret representada en el lateral de una estatua de Ramsés III en Karnak.

Probablemente era de origen asiático pues el nombre de su madre Hemdyert (también Habadyilat o Hebnerdyent) no es un nombre egipcio, sino sirio. De hecho, a la reina Iset a veces se la llama Iset-ta-Hemdyeret, un epíteto que puede traducirse como la de Habasselet. Se encuentra este nombre así formado en una de las estatuas de Ramsés III que adornan el pequeño templo del altar del gran templo de Mut en Karnak, así como sobre otros documentos contemporáneos al reinado del rey o de sus sucesores. Parece que, como todas las esposas de Ramsés III, su nombre no se inscribió en los monumentos hasta que uno de sus hijos ascendió al trono.
Conocemos a alguno de sus hijos, entre ellos, Ramsés VI, que sucedió a su sobrino Ramsés V, hijo y efímero sucesor de Ramsés IV. Además de Ramsés V, otros nietos de Iset incluyen a Ramsés VII, la Esposa del dios y Divina Adoratriz de Amón, Iset, y los príncipes Amunherjopsef y Panebenkemyt; estos, todos hijos de Ramsés VI.
Durante un tiempo, se pensó que Ramsés IV también era hijo de esta reina hasta que se reveló en un artículo del Journal of Egyptian Archaeology de 2010 que era más probable que la reina Tyti fuera la madre de este rey, a partir de copias de fragmentos de los papiros sobre el robo de tumbas que Anthony Harris hizo, revelando que ella era la esposa de Ramsés III, además del hecho conocido de que fue la madre de un rey.
Además de la designación de Gran esposa real, también ostentaba los títulos de Esposa del dios y, durante el reinado de sus hijos, Madre del rey (Mut-nesut). Bajo el reinado de Ramsés VI, Iset asistió a la entronización de su nieta, de su mismo nombre, a la prestigiosa función de divina adoratriz de Amón.
Sobrevivió a su esposo, que murió como resultado de un complot del harén destinado a poner en el trono a otro príncipe, Pentaur, hijo de una esposa secundaria del rey. Probablemente murió poco después durante el reinado de su hijo, quien la hizo inhumar en una tumba en el Valle de las Reinas.

## Tumba QV51
Iset fue enterrada en el Valle de las Reinas, en la tumba QV51. La tumba fue descrita por Champollion y está documentada en el Denkmahler de Lepsius. Su construcción pudo haber comenzado durante el reinado de su esposo, Ramsés III, pero se terminó durante el reinado de su hijo Ramsés VI. La tumba había sido saqueada en la antigüedad y es mencionada en los papiros sobre los robos de tumbas durante la Dinastía XX.
La tumba consta de un corredor que termina en una sala principal con dos cámaras laterales. El corredor está decorado con escenas que muestran a la reina ante varias divinidades como Ptah-Socar, Atum y Osiris.
Las jambas exteriores de la sala principal contienen un texto de Ramsés VI. La reina se presenta ante varios dioses, incluido Ptah y un dios-halcón, el dios Anhur-Shu y Atum. Las habitaciones laterales están decoradas con escenas que muestran a varias diosas, incluidas Neit, Serket, Isis y Neftis.
Fragmentos de un sarcófago de granito rojo fueron recuperados durante las excavaciones de Schiapparelli y ahora se encuentran en el Museo Egipcio de Turín, Italia.